# Studénka
Studénka (phát âm tiếng Séc: [ˈstudɛːŋka]; tiếng Đức: Stauding) là một thị xã ở vùng Moravia-Silesia, Cộng hòa Séc. Đô thị này nằm ở bên tuyến đường sắt chính giữa Krakow và Paraha, và nơi đã diễn ra tai nạn tàu hỏa Studenka tháng 8 năm 2008.
Bản mẫu:Nový Jičín District